# Јоланда Синтура
Јоланда Педро Кампос Синтура Сеуане (Вила Пери, 24. октобар 1972) мозамбиканска је хемичарка и политичарка (Фронт за ослобођење Мозамбика). Од 2010. до 2015. године водила је мозамбиканско Министарство за жене и социјална питања. Од 2015. године она је гувернерка престонице Мапута.

## Детињство и образовање
Синтура је одрастала у граду Вила Пери (садашњи Чимојо), а када је напунила 8 година, заједно са својом породицом преселила се у Беиру, где је похађала Основну школу „Мацурунго”. Касније су се преселили у главни град Мапуто, где је похађала Средњу школу „Франсиско Мањанга”. Матурирала је 1989. године.
После привременог запослења, студирала је Хемију на Универзитету „Едуардо Мондлане”. Дипломирала је 1999. године и истовремено стекла две дипломе постдипломских студија: Управљање и руковођење горивима (Норвешки Нафтни Институт, 1999) и Односи између енергије и родних наука (Департман за енергетику, Вашингтон, 2001) и два сертификата о Вештинама руковођења и управљања (Педагошки универзитет Мапуто, 2007. и 2011).

## Професионална каријера и долазак на власт
Иако је испрва имала намеру да ради директно у индустрији, Синтура је брзо ушла у сферу мозамбиканске политике и преузела је различите позиције у оквиру Министарства енергетике (сада Министарство природних ресурса и енергије). Од 2000. до 2003. године била је шеф Одељења за горива, 2003/04 заменик шефа Одељења за енергетику и од 2004. до 2010. године шеф Канцеларије за горива. Синтура је од 2008. до 2010. обављала ову дужност, а била је и члан Управног одбора државне компаније „Петромок” и 1999. године је била члан Пододбора за горива.
Током 2010. године, Армандо Гебуза је позвао Јоланду Синтура у свој кабинет и поверио јој Министарство за жене и социјална питања (Ministério de Mulher e Acção Social).
После председничких избора 2015. године, под новим председником Њусијем, Синтура није више министарка, већ је именована за гувернерку престонице Мапута.

## Приватни живот
Синтура је удата и носи мужевљево презиме Сеуане. Она има двоје деце и католикиња је.